# 자유로운 세계
《자유로운 세계》(영어: It's a Free World...)는 2007년에 개봉한 영국의 영화이다.

## 줄거리
서른 번째 허드렛일에서 해고된 후 좌절한 젊은 여성 앤지(키어스톤 웨어링)는 친구이자 플랫메이트인 로즈(줄리엣 엘리스)와 함께 부엌에서 자신의 인력 소개소를 차리기로 결심한다. 앤지는 성공적인 사업을 구축하는 동시에 학교에서 문제를 일으키는 방치된 아들과 사업을 탐탁지 않아 하는 부모님을 상대해야 한다. 그녀는 또한 로즈에게 사업이 재정적으로 안정되면 합법화될 것이라고 계속 안심시켜야 한다. 그들은 면허가 없지만, 앤지는 적어도 불법 이민자가 아닌 서류를 갖춘 근로자만 고용하겠다고 주장한다.
한편, 앤지는 자신이 모집하는 사람들과 같은 처지에 있는 영어 구사 폴란드인 카롤(레스와프 주렉)과 연애 관계에 빠진다. 그녀는 또한 로즈가 매우 싫어함에도 불구하고 마흐무드와 그의 아내, 두 어린 딸들을 돕는다. 마흐무드는 추방 명령을 받았지만, 이란으로 돌아가면 징역형을 받을 것이 확실하기 때문에 숨어 지내고 있다.
로즈의 불신에도 불구하고, 앤지는 사업을 구축하기 위해 점점 더 수단과 방법을 가리지 않으려고 한다. 앤지가 익명으로 정부에 이민자 캠프에 대해 알렸을 때, 그것은 로즈에게는 마지막 지푸라기였다. 그녀는 그만둔다.
고용주 중 한 명이 앤지의 근로자 20명에게 빚진 4만 파운드를 지불하기를 거부하면서 재앙이 닥친다. 그들은 그녀를 비난하고, 일부는 극단적인 조치를 취한다. 그들은 먼저 그녀의 아들 제이미(조 시플리트)를 납치한 다음 그녀를 묶는다. 그녀의 아파트를 수색한 후, 그들은 그녀의 이익(빚진 금액의 약 4분의 1)을 가져가고 떠나지만, 나머지를 원하거나 아들을 다시는 볼 수 없을 것이라고 경고한다. 얼마 후, 제이미는 자신과 이야기했던 "경찰관"이 가짜였다는 것을 모른 채 나타난다. 마지막 장면에서 앤지는 양심을 완전히 버린다. 그녀는 위조 서류를 구해 주겠다고 제안하며 불법 근로자를 의도적으로 모집하기 위해 우크라이나로 여행한다.

## 한국판 성우진(KBS)
- 강희선 - 앤지(키어스턴 웨레잉)
- 김옥경 - 로즈(줄리엣 엘리스)
- 방우호 - 캐롤(레슬로 주렉)
- 배진홍 - 제이미(조 시플리트)
- 박상일 - 제프(콜린 코글린)
- 손정아 - 캐시(매기 러셀)
- 박영재 - 앤디(레이먼드 먼스)
- 배영규 - 마흐무드(다보우드 라스토구)
- 오인성 - 데릭(프랭크 길후레이)
- 김석환 - 토니(데이비드 도일)
- 이제인 - 통역(말고르자타 자와츠카)
- 고재균 - 제리(라도스와프 카임)
- 오인실 - 실비아(실비아 카보우사인)